# Чемпіонат УРСР з волейболу серед жінок
Чемпіонат УРСР з волейболу серед жіночих команд — щорічний турнір з волейболу серед жіночих команд, який проводився під егідою Федерації волейболу УРСР . Засновано  1927 року.

## Історія
Історія волейболу в Україні бере свій старт у 1925 році в Харкові. Перші волейбольні команди були організовані при Всеукраїнських курсах фізкультури та в Інституті народної освіти. Прем'єрні товариські міжміські зустрічі як серед чоловічих, так і серед жіночих команд було зіграно у квітні 1926 року:
В прошлом году в Москве начали играть в новую для СССР игру волейбол. Вскоре этой игрой заинтересовались и харьковцы. Впервые начали играть в волейбол на Всеукраинских курсах физкультуры и в институте народного образования. Вслед за тем с'организовались команды при коллективе инструкторов и в клубах Южных и Донецких дор. В апреле состоялись первые организованные матчи в волейбол между командами Всеукраинских курсов и клубом им. Октябрьской Революции при ст. Основа Донецких дорог. Матчи закончились победой первых мужской и женской команд курсов над соответствующими командами Донецких дорог, зато 2 команда Донцов выиграла у 2-х курсов. («Вестник физической культуры», #5, 05.1926 г., с. 23)

## Призери чемпіонатів УРСР
| Сезон       | Чемпіон                         | 2-е місце                       | 3-є місце                       |
| ----------- | ------------------------------- | ------------------------------- | ------------------------------- |
| 1927        |                                 |                                 |                                 |
| 1928        |                                 |                                 |                                 |
| 1929        |                                 |                                 |                                 |
| 1930        |                                 |                                 |                                 |
| 1931        |                                 |                                 |                                 |
| 1932        |                                 |                                 |                                 |
| 1933        | Зб.Дніпропетровськ              | Зб.Харків                       | Зб.Київ                         |
| 1934        | Зб.Харків                       | Зб.Дніпропетровськ              | Зб.Київ                         |
| 1935        | Зб.Харків                       | Зб.Дніпропетровськ              | Зб.Київ                         |
| 1936        | Зб.Харків                       | Зб.Дніпропетровськ              | Зб.Київ                         |
| 1937        | «Спартак»(Харків)               | «ДІФК»(Харків)                  |                                 |
| 1938        | «Спартак»(Харків)               | «ДІФК»(Харків)                  |                                 |
| 1939        | «Спартак»(Харків)               |                                 |                                 |
| 1940(зима)  | «Спартак»(Харків)               | «Наука»(Дніпропетровськ)        |                                 |
| 1940(літо)  | «Буревісник»-«Здоров'я»(Харків) |                                 |                                 |
| 1945        | «Локомотив»(Харків)             | «Медик»-«Сокіл»(Київ)           |                                 |
| 1946        | «Буревісник»-«Медик»(Харків)    | «Спартак»(Харків)               | «Буревісник»-«Джинестра»(Одеса) |
| 1947        | «Буревісник»-«Медик»(Харків)    | «Машинобудівник»(Київ)          | «Медик»-«Сокіл»(Київ)           |
| 1948        | «Буревісник»-«Медик»(Харків)    | «Спартак»(Харків)               | «Буревісник»-«Джинестра»(Одеса) |
| 1949        | «Буревісник»-«Медик»(Харків)    | «Спартак»(Харків)               | «Медик»-«Сокіл»(Київ)           |
| 1950        | «Буревісник»-«Медик»(Харків)    | «Спартак»(Харків)               | «Медик»-«Сокіл»(Київ)           |
| 1951        | «Буревісник»-«Медик»(Харків)    | «Медик»-«Сокіл»(Київ)           | «Наука»(Дніпропетровськ)        |
| 1952        | «Буревісник»-«Медик»(Харків)    | «Медик»-«Сокіл»(Київ)           | «Спартак»(Харків)               |
| 1953        | «Буревісник»-«Медик»(Харків)    | «Спартак»(Харків)               | «Медик»-«Сокіл»(Київ)           |
| 1954        | «Буревісник»-«Медик»(Харків)    | «Буревісник»-«Джинестра»(Одеса) | «Медик»-«Сокіл»(Київ)           |
| 1955        | «Буревісник»-«Медик»(Харків)    | «Буревісник»-«Джинестра»(Одеса) | «Медик»-«Сокіл»(Київ)           |
| 1956        | «Буревісник»-«Медик»(Харків)    | «Буревісник»-«Джинестра»(Одеса) | «Авангард»(Київ)                |
| 1957(літо)  | «Буревісник»-«Джинестра»(Одеса) | «Буревісник»(Харків)            | «Авангард»(Київ)                |
| 1957(Зима)  | «Буревісник»(Харків)            | «Буревісник»-«Джинестра»(Одеса) | «Авангард»(Київ)                |
| 1958        | «Буревісник»-«Джинестра»(Одеса) |                                 | «Буревісник»(Харків)            |
| 1959        | «Буревісник»(Харків)            | «Буревісник»-«Джинестра»(Одеса) | «Спартак»(Харків)               |
| 1960(зима)  | «Авангард»(Київ)                | «Авангард»(Чернівці)            | «Авангард»(Одеса)               |
| 1960(осінь) | «Буревісник»-«Джинестра»(Одеса) | «Буревісник»-«Сокіл»(Київ)      | «Авангард»(Київ)                |
| 1961(зима)  | «Буревісник»-«Джинестра»(Одеса) | «Спартак»(Харків)               | «Буревісник»-«Сокіл»(Київ)      |
| 1961(літо)  | «Авангард»(Харків)              | «Авангард»(Київ)                | «Авангард»(Дніпро)              |
| 1962        | «Буревісник»-«Джинестра»(Одеса) | «Буревісник»-«Сокіл»(Київ)      | «Спартак»(Харків)               |
| 1963        | «Буревісник»-«Джинестра»(Одеса) | «Буревісник»-«Сокіл»(Київ)      | «Спартак»(Харків)               |
| 1964        | «Спартак»(Харків)               | «Буревісник»-«Сокіл»(Київ)      | «Буревісник»-«Джинестра»(Одеса) |
| 1965        | «Спартак»(Харків)               | «Буревісник»-«Джинестра»(Одеса) | «Буревісник»-«Сокіл»(Київ)      |
| 1966        | «Спартак»(Харків)               | «Буревісник»-«Сокіл»(Київ)      | «Буревісник»-«Джинестра»(Одеса) |
| 1967(зима)  | «Буревісник»-«Сокіл»(Київ)      | «Спартак»(Харків)               | «Буревісник»-«Джинестра»(Одеса) |
| 1967(літо)  | «Буревісник»-«Сокіл»(Київ)      | «Буревісник»-«Джинестра»(Одеса) | «Спартак»(Харків)               |
| 1968        | «Спартак»(Харків)               | «Буревісник»-«Джинестра»(Одеса) | «Буревісник»-«Сокіл»(Київ)      |
| 1969        | «Спартак»(Харків)               | «Буревісник»-«Джинестра»(Одеса) | «Буревісник»-«Сокіл»(Київ)      |
| 1970        | «Спартак»(Харків)               | «Буревісник»-«Джинестра»(Одеса) | «Буревісник»-«Сокіл»(Київ)      |
| 1971        | «Буревісник»-«Джинестра»(Одеса) | «Спартак»(Донецьк)              | «Буревісник»-«Сокіл»(Київ)      |
| 1972        | «Буревісник»-«Джинестра»(Одеса) | «Іскра»(Луганськ)               | «Буревісник»-«Сокіл»(Київ)      |
| 1973        | «Іскра»(Луганськ)               |                                 |                                 |
| 1974        | «Іскра»(Луганськ)               | «Медін»-«Джинестра»(Одеса)      | «Буревісник»-«Сокіл»(Київ)      |
| 1975        | «Іскра»(Луганськ)               | «Локомотив»(Донецьк)            | «Медін»-«Джинестра»(Одеса)      |
| 1976        | «Медін»-«Джинестра»(Одеса)      | «Іскра»(Луганськ)               | «Буревісник»-«Сокіл»(Київ)      |
| 1977        | «Іскра»(Луганськ)               | «Медін»-«Джинестра»(Одеса)      | «Локомотив»(Донецьк)            |
| 1978        | «Іскра»(Луганськ)               | «Медін»-«Джинестра»(Одеса)      | «СКІФ»-«Сокіл»(Київ)            |
| 1979        | «Медін»-«Джинестра»(Одеса)      | «Сокіл»(Київ)                   | «Іскра»(Луганськ)               |
| 1980        | «Сокіл»(Київ)                   | «Іскра»(Луганськ)               | «Медін»-«Джинестра»(Одеса)      |
| 1981        | «Сокіл»(Київ)                   | «Іскра»(Луганськ)               | «Медін»-«Джинестра»(Одеса)      |
| 1982        | «Медін»-«Джинестра»(Одеса)      | «Іскра»(Луганськ)               | «Сокіл»(Київ)                   |
| 1983        | «Орбіта»(Запоріжжя)             | «Іскра»(Луганськ)               | «Медін»-«Джинестра»(Одеса)      |
| 1984        | «Медін»-«Джинестра»(Одеса)      | «Орбіта»(Запоріжжя)             | «Іскра»(Луганськ)               |
| 1985        | «Медін»-«Джинестра»(Одеса)      | «Іскра»(Луганськ)               | «Орбіта»(Запоріжжя)             |
| 1986        | «Сокіл»(Київ)                   | «Орбіта»(Запоріжжя)             | «Спартак»(Донецьк)              |
| 1987        | «Орбіта»(Запоріжжя)             | «Медін»-«Джинестра»(Одеса)      | «Іскра»(Луганськ)               |
| 1988        | «Медін»-«Джинестра»(Одеса)      | «Сокіл»(Київ)                   | «Іскра»(Луганськ)               |
| 1989        | «Орбіта»(Запоріжжя)             | «Іскра»(Луганськ)               | «Медін»-«Джинестра»(Одеса)      |
| 1990        | «Орбіта»(Запоріжжя)             | «Іскра»(Луганськ)               | «Медін»-«Джинестра»(Одеса)      |
| 1991        | «Орбіта»(Лісічанськ)            | «Орбіта»(Запоріжжя)             | «Медін»-«Джинестра»(Одеса)      |